# هالستون سیج
هالستون سیج (انگلیسی: Halston Sage؛ زادهٔ ۱۰ مهٔ ۱۹۹۳) یک هنرپیشه و خواننده اهل ایالات متحده آمریکا است. وی از سال ۲۰۱۱ میلادی تاکنون مشغول فعالیت بوده‌است.

## گزیدهٔ آثار

### سینما
- پیش از آنکه بمیرم (۲۰۱۷)
- شهرهای کاغذی (۲۰۱۵)
- همسایه‌ها (۲۰۱۴)
- بزرگ‌شده‌ها ۲ (۲۰۱۳)
- حلقه بلینگ (۲۰۱۳)

### تلویزیون
- جوابش را پیدا کن (۲۰۱۲)
- ویکتوریوس (۲۰۱۱)